# القوات البحرية الإندونيسية
القوات البحرية الاندونيسية (بالإندونيسية: Tentara Nasional Indonesia Angkatan Laut)‏ هي القوات البحرية التابعة للقوات المسلحة الاندونيسية. ويقدر تعداها بزهاء 74 الف جندي نظامي وتأسست 10 سبتمبر 1945 حين تأسيس هيئة الأمن البحري الشعبي فرع من هيئة الأمن البحري. تنقسم القوات البحرية الإندونيسية إلى أسطولي البحري، أسطول الإندونيسية الغربية ومقرها في تانجونغ بريوك، جاكرتا وأسطول الإندونيسية الشرقية ومقرها في تانجونغ بيراك، سورابايا، وقيادة العبور البحرية العسكرية وسلاح البحرية.

## وظيفات
وفقا على القانون الرقم 34 العام 2004 مادة 9:
1. تنفيذ وظيفات القوات المسلحة الوطنية الإندونيسية في الأمن البحري
2. تطبيق القانون وحفظ الأمن في الولايات البحرية الوطنية وفقا على القرار القانون الوطني والعالمي المصادقة
3. تنفيذ البعثات الدبلوماسية لقوات البحرية في دعم سياسة الخارجية التي قررتها الحكومة
4. تنفيذ وظيفات القوات المسلحة الوطنية الإندونيسية في تنمية وتطوير قوة البحرية
5. تنفيذ تمكين ولايات الدفاع البحري

## الهيكل التنظيمي
- أسطول الإندونيسية الغربية
- أسطول الإندونيسية الشرقية
- قيادة العبور البحرية العسكرية
- سلاح البحرية
- قيادة تطوير وتعليم العسكري
- الأكاديمية العسكرية البحرية
- معهد العاملين والقادة العسكري البحري

## قاعدة بحرية
- قاعدة بحرية (المقر الرئيسي 1) - بيلاوان
  - قاعدة بحرية سابانغ
  - قاعدة بحرية دوماي
  - قاعدة بحرية لوكسوماوي
  - قاعدة بحرية تانجونغ بالاي آساهان
  - قاعدة بحرية سيميلوي
  - القاعدة البحرية والجوية سابانغ
- قاعدة بحرية (المقر الرئيسي 2) - بادانغ
  - قاعدة بحرية سيبولغا
  - قاعدة بحرية بينغكولو
- قاعدة بحرية (المقر الرئيسي 3) - جاكرتا
  - قاعدة بحرية باليمبانغ
  - قاعدة بحرية جيريبون
  - قاعدة بحرية بانجانغ
  - قاعدة بحرية بنتان
  - قاعدة بحرية باندونغ
  - قاعدة بحرية بانغكا بيليتونغ
  - القاعدة البحرية والجوية بوندوك جابي
- قاعدة بحرية (المقر الرئيسي 4) - تانجونغ بينانغ
  - قاعدة بحرية باتام
  - قاعدة بحرية بونتياناك
  - قاعدة بحرية تاريمبا
  - قاعدة بحرية راناي
  - قاعدة بحرية تانجونغ بالاي كاريمون
  - قاعدة بحرية دابو سينغكيب
  - القاعدة البحرية والجوية ماتاك (جزر ناتونا)
  - القاعدة البحرية والجوية تانجونغ بينانغ (كيجانغ)
- قاعدة بحرية (المقر الرئيسي 5) - سورابايا
  - قاعدة بحرية تيغال
  - قاعدة بحرية جيلاجاب
  - قاعدة بحرية سيمارانغ
  - قاعدة بحرية مالانغ
  - قاعدة بحرية بانيوانغي
  - قاعدة بحرية دينباسار
  - قاعدة بحرية باتوبورون
  - القاعدة البحرية والجوية جواندا
- قاعدة بحرية (المقر الرئيسي 6) - ماكاسار
  - قاعدة بحرية كينداري
  - قاعدة بحرية بالو
  - قاعدة بحرية باليكبابان
  - قاعدة بحرية كوتابارو
  - قاعدة بحرية بنجرماسين
- قاعدة بحرية (المقر الرئيسي 7) - كوبانغ
  - قاعدة بحرية ماتارام
  - قاعدة بحرية ماوميري
  - قاعدة بحرية كوبانغ
  - قاعدة بحرية توال
  - القاعدة البحرية والجوية كوبانغ
- قاعدة بحرية (المقر الرئيسي 8) - مانادو
  - قاعدة بحرية تاراكان
  - قاعدة بحرية نونوكان
  - قاعدة بحرية تاهونا
  - قاعدة بحرية تولي تولي
  - قاعدة بحرية غورونتالو
  - القاعدة البحرية والجوية مانادو
- قاعدة بحرية (المقر الرئيسي 9) - أمبون
  - قاعدة بحرية تيرناتي
  - قاعدة بحرية ساوملاكي
  - قاعدة بحرية موروتاي
- قاعدة بحرية (المقر الرئيسي 10) - جايابورا
  - قاعدة بحرية سورونغ
  - قاعدة بحرية بياك
  - القاعدة البحرية والجوية بياك
- قاعدة بحرية (المقر الرئيسي 11) - ميراوكي
  - قاعدة بحرية تيميكا
  - قاعدة بحرية آرو
  - القاعدة البحرية والجوية آرو

## القوة العسكرية
للقوات البحرية الإندونيسية 132 سفينة، و 82 طائرة، و 437 عربة عسكرية.

## الوصلات الخارجية
- (بالإندونيسية) الموقع الرسمي للقوات المسلحة الوطنية الإندونيسية
- (بالإندونيسية) الموقع الرسمي للقوات المسلحة البحرية الوطنية الإندونيسية
- (بالإندونيسية) الموقع الرسمي للسلاح البحري الإندونيسي